# David Taylor (snooker)
Pour les articles homonymes, voir David Taylor.
David Taylor, né le 29 juillet 1943, est un joueur de snooker professionnel anglais à la retraite depuis 1997.
Taylor compte une seule finale dans un tournoi de classement, à l'Open international 1982, mais l'a perdue. Il a aussi été finaliste du Championnat du Royaume-Uni (1978) et de l'Open de Grande-Bretagne (1981), deux tournois qui ne comptaient pas pour le classement mondial jusqu'à la fin des années 1980.

## Carrière

### Débuts prometteurs (1969-1979)
Taylor commence sa carrière en 1969 et dispute sa première finale deux ans plus tard au tournoi professionnel de Stratford (finale perdue contre John Spencer). Il se révèle dans les tournois majeurs lors du championnat du Royaume-Uni de 1978, tournoi qui n'apportait aucun point de classement à l'époque. Il domine au premier tour le tenant du titre (Patsy Fagan), puis John Virgo et Alex Higgins. Qualifié pour la finale, il est battu assez facilement par Doug Mountjoy (15-9).

### Point culminant (1980-1984)
En 1980, Taylor connait son meilleur résultat dans un championnat du monde, rejoignant le dernier carré pour l'unique fois de sa carrière. Après avoir éliminé coup sur coup Fred Davis et Ray Reardon, tous deux anciens vainqueurs du tournoi, il s'incline contre Cliff Thorburn, vainqueur cette année-là. Quart de finaliste de ce même tournoi l'année suivante, Taylor culmine au meilleur classement de sa carrière, à savoir 7e joueur mondial. Parallèlement, l'Anglais réalise une nouvelle finale d'un tournoi majeur ne rapportant pas de points de classement à cette époque, à l'Open de Grande-Bretagne, mais la perd contre Steve Davis. 
Taylor se maintient dans le top 10 mondial pendant trois saisons, et atteint pendant cette période sa seule finale d'un tournoi comptant pour le classement, à l'occasion de l'Open international, en 1982. Sur son parcours, il fait notamment chuter le no 1 mondial du moment, qui n'est autre que Davis. Il dispute alors le titre avec un autre joueur inattendu en finale ; Tony Knowles, et c'est le moins bien classé des deux Anglais (Knowles) qui l'emporte. 

### Fin de carrière (1985-1987)
À partir de 1985-1986, Taylor entame une constante régression au classement mondial et finit même par chuter au rang no 104 au terme de la saison 1991-1992. Même s'il se reprend quelque peu lors de la saison suivante, Taylor annonce sa retraite sportive en 1997, à l'âge de 53 ans. Sa dernière performance notable fut un quart de finale à l'Open de Grande-Bretagne 1987. 

## En dehors du snooker
Parallèlement à sa carrière de joueur, David Taylor est également commentateur de snooker pour la BBC. Le 11 avril 1982, il a l'honneur de commenter le premier break de 147 jamais télévisé, prouesse réalisée par le tout jeune Steve Davis, qui affrontait à cette occasion John Spencer au premier tour du Classique. 
Avec son épouse, Taylor est propriétaire d'une ferme, située dans le Cheshire. 
En 2010, il participe à la surprise générale aux pré-qualifications du championnat du monde, à l'âge de 69 ans. Il y est battu dès le premier tour par un joueur amateur anglais.   

## Palmarès
| Légende | Catégorie                      | Titres                         | Finales                        |
|         | Tournois classés               | 0                              | 1                              |
|         | Tournois non classés           | 1                              | 3                              |
|         | Tournois par équipes           | 1                              | 0                              |
|         | Tournois amateurs              | 2                              | 0                              |
| Gras    | Tournois de la triple couronne | Tournois de la triple couronne | Tournois de la triple couronne |

### Titres
| Saison    | Nom du tournoi                    | Lieu    | Finaliste      | Score | Tableau |
| 1968      | Championnat d'Angleterre amateur  |         | Chris Ross     | 11-6  |         |
| 1968      | Championnat du monde amateur      | Sydney  | Max Williams   | 8-7   |         |
| 1981-1982 | Coupe du monde                    | Reading | Pays de Galles | 4-3   |         |
| 1988-1989 | Tournoi de la WPBSA (épreuve n°3) | Leeds   | Steve Meakin   | 5-1   |         |

### Finales
| Saison    | Nom du tournoi             | Lieu     | Finaliste     | Score | Tableau |
| 1971-1972 | Tournoi de Startford       | Wilmcote | John Spencer  | 2-5   |         |
| 1978-1979 | Championnat du Royaume-Uni | Preston  | Doug Mountjoy | 9-15  | Tableau |
| 1980-1981 | Trophée Yamaha Organs      | Derby    | Steve Davis   | 6-9   |         |
| 1982-1983 | Open international         | Derby    | Tony Knowles  | 6-9   |         |